# جواز سفر توغوي
يصدر جوازات السفر للمواطنين التوغوليين للسفر إلى خارج توغو. يمكن للمواطنين التوغوليين السفر إلى المجموعة الاقتصادية لدول غرب إفريقيا بدون جواز سفر، وتعتبر بطاقات الهوية الوطنية كافية لذلك الأمر.

## محتويات الجواز
- لقب العائلة.
- الاسم.
- الجنسية.
- تاريخ الولادة.
- الجنس.
- مكان الولادة.
- تاريخ انتهاء الجواز.
- رقم جواز السفر.

## اللغات
صفحة معلومات والبيانات مطبوعة باللغتين الفرنسية والإنجليزية.

## روابط خارجية
- سفارة توغو في ولاية كاليفورنيا نسخة محفوظة 18 ديسمبر 2018 على موقع واي باك مشين.
- سفارة توغو في واشنطن العاصمة